# Муса Араз
Муса Араз (нім. Musa Araz; нар. 17 січня 1994, Фрібур) — швейцарський футболіст турецького походження, півзахисник клубу «Коньяспор».

## Клубна кар'єра
Вихованець клубу «Базель», втім виступав виключно за молодіжну команду і не пробившись до першої здавався в оренду в клуби «Ле-Мон» та «Вінтертур». Після цього влітку 2016 року уклав контракт з «Лозанною», у складі якої провів наступний сезон своєї кар'єри гравця.
Влітку 2017 року підписав контракт з турецьким клубом «Коньяспор». У дебютному сезоні виграв з командою і перший трофей — національний Суперкубок, обігравши «Бешікташ» (2:1). Станом на 11 травня 2018 року відіграв за команду з Коньї 16 матчів в національному чемпіонаті.

## Виступи за збірні
2010 року дебютував у складі юнацької збірної Швейцарії і до 2013 року взяв участь у 27 іграх на юнацькому рівні.
З 2014 року залучався до складу молодіжної збірної Швейцарії. На молодіжному рівні зіграв у 7 офіційних матчах, забив 1 гол.

## Досягнення
- Володар Суперкубка Туреччини (1): 2017